# Acoelorrhaphe wrightii

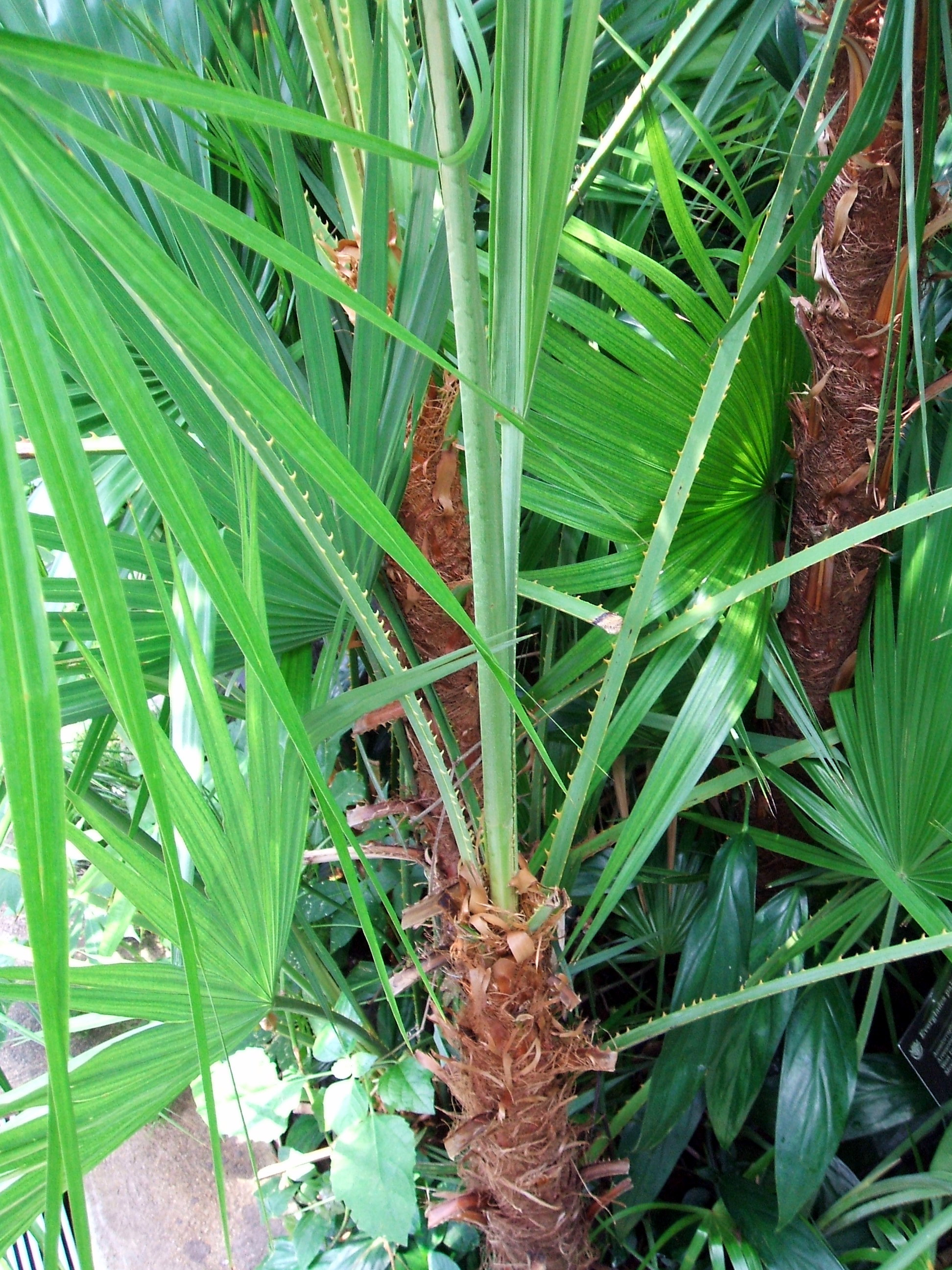
Kmeny A. wrightii

Acoelorrhaphe wrightii (alternativně též jako Acoelorraphe wrightii) je druh palmy a jediný druh rodu Acoelorrhaphe. Je to drobnější palma s vějířovitými listy a vícečetnými, poměrně tenkými kmeny obalenými vláknitými listovými pochvami. Druh je rozšířen na Floridě, Střední Americe a Karibských ostrovech. Je poměrně často pěstován jako okrasná palma.

## Popis
Acoelorrhaphe wrightii je nevelký, trsnatě rostoucí druh palmy dorůstající výšky do 7 metrů. Kmeny jsou tenké, přímé, vícečetné a dosahují tloušťky do 15 cm. Jsou pokryté vláknitými listovými pochvami, ve stáří někdy holé. Listy jsou dlanité, induplikátní, složené z kopinatých, na bázi srostlých segmentů. Řapík nese tuhé ostny a na bázi není rozštěpený. Na líci listu je přítomna špičatá až zašpičatělá hastula, na rubu chybí. Květenství je latovité, delší než listy, větvené zpravidla do 3. řádu.
Květy jsou oboupohlavné, přisedlé, vyrůstající jednotlivě nebo ve skupinách po 2 až 3 na větvích květenství. Kalich i koruna jsou trojčetné, na bázi srostlé. Tyčinek je 6 a mají na bázi srostlé nitky. Gyneceum je složeno ze 3 plodolistů. Plodolisty jsou na bázi volné a v čnělkové části srostlé. Čnělka je nitkovitá, zakončená drobnou bliznou.
Plody jsou černé, kulovité, hladké (za sucha lehce drsné), jednosemenné bobule s tenkým dužnatým mezokarpem a blanitým endokarpem. Jsou 7,5 až 8,5 mm velké. Semena jsou kulovitá, s okrouhlou jizvou a homogenním endospermem.

## Rozšíření
Druh je rozšířen v zemích okolo Mexického zálivu od jižní Floridy přes jižní Mexiko, karibské pobřeží Střední Ameriky a ostrovy Karibiku po Kostariku a kolumbijský ostrov Isla de Providencia. Roste na vlhkých místech, zejména na savanách, terénních sníženinách a brakických bažinách, na Floridě též v Everglades. Často tvoří husté skupiny.

## Ekologické interakce
Květy jsou pravděpodobně opylovány zejména včelami. Plody rozšiřují především ptáci. Rostlina je podobně jako serenoa plazivá odolná vůči občasným požárům vegetace.

## Taxonomie
Rod Acoelorrhaphe je v rámci systému palem řazen do podčeledi Coryphoideae a tribu Livistoneae. Nejblíže příbuzným rodem je podle výsledků molekulárních studií rovněž monotypický a americký rod Serenoa. V některých zdrojích (např. Flora of North America), je rodový název chybně uváděn jako Acoelorraphe.

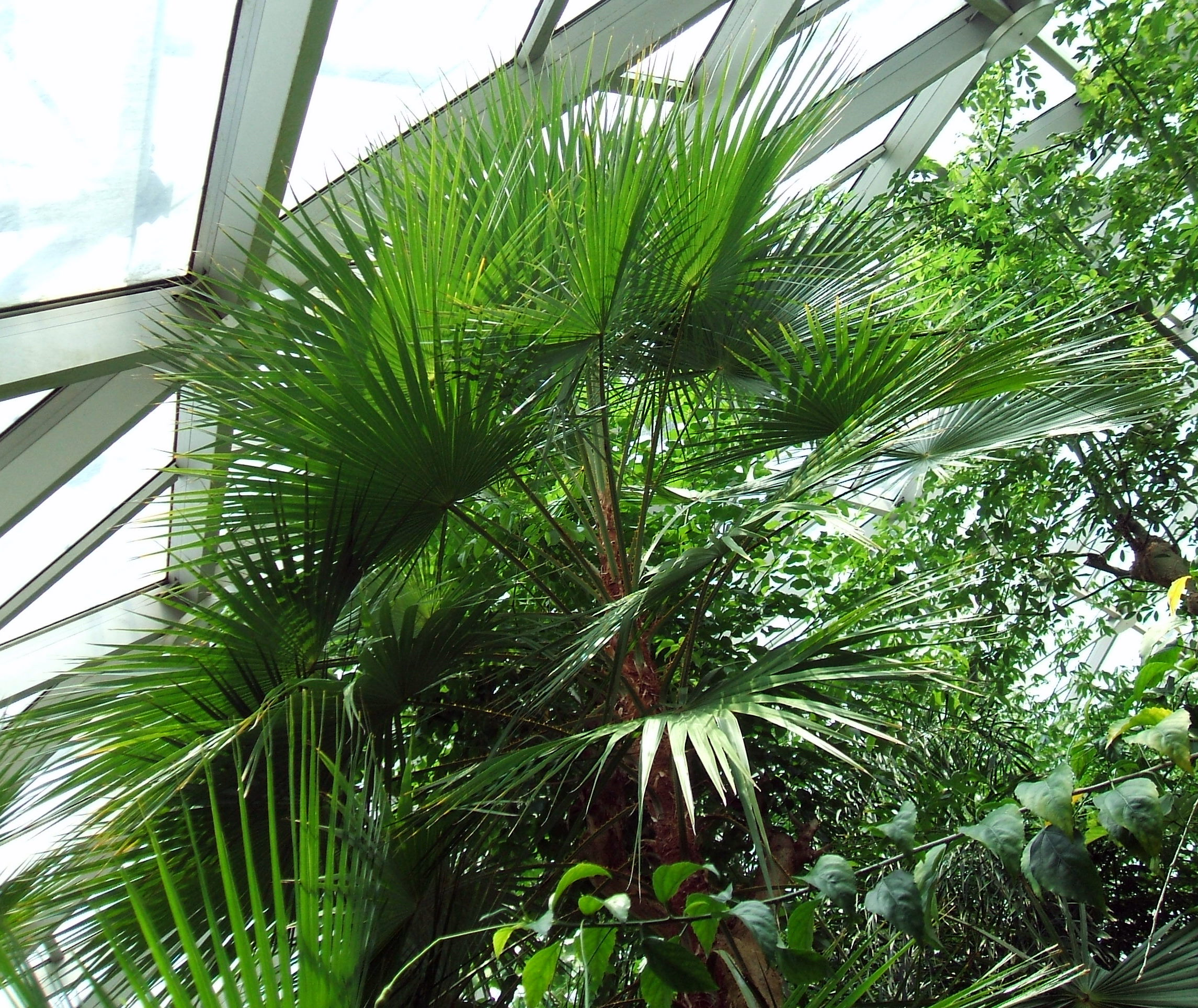
A. wrightii ve skleníku botanické zahrady v Missouri

## Význam
Druh je pro svůj pěkný vzhled a drobnější vzrůst často pěstován v tropech a subtropech jako okrasná rostlina. Vyžaduje dostatek slunce a vlhčí půdu. V suchých podmínkách roste velmi pomalu.